# Victórico R. Grajales, Las Margaritas
Victórico R. Grajales är en ort i Mexiko.   Den ligger i kommunen Altamirano och delstaten Chiapas, i den sydöstra delen av landet, 900 km öster om huvudstaden Mexico City. Victórico R. Grajales ligger 1 192 meter över havet och antalet invånare är 225.
Terrängen runt Victórico R. Grajales är kuperad åt nordväst, men åt sydost är den bergig. Runt Victórico R. Grajales är det glesbefolkat, med 16 invånare per kvadratkilometer. Närmaste större samhälle är El Prado Pacayal, 12,6 km norr om Victórico R. Grajales. I omgivningarna runt Victórico R. Grajales växer i huvudsak städsegrön lövskog.